# Charles E. Grant

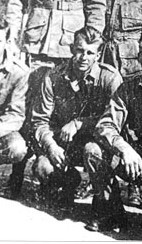
harles E. Grant antes de embarcar para a Inglaterra.

Charles E. "Chuck" Grant (1922 - 1984) foi um sargento da Easy Company, 2º Batalhão, 506º Regimento de Infantaria Pára-quedista, na 101ª Divisão Aerotransportada do Exército dos Estados Unidos durante a Segunda Guerra Mundial. Grant foi retratado na minissérie da HBO Band of Brothers por Nolan Hemmings.

## Antes daSegunda Guerra Mundial
Grant nasceu em Los Angeles, Califórnia em 1922. Chuck alistou como pára-quedista em 18 de agosto de 1942 em sua cidade natal.

## Durante a II Guerra Mundial
Grant treinou em Camp Toccoa sob o comando de Herbert Sobel. Como muitos dos homens da Companhia Easy, Charles fez o seu primeiro salto para combate no Dia D como parte da invasão aliada da França. Em 19 de setembro de 1944, na Holanda, ele foi ferido enquanto ajuda a destruir um canhão de 88 milímetros. Enquanto a Companhia Easy estava na Áustria, Grant foi nomeado sargento do 2º Pelotão.
Após a rendição das forças armadas da Alemanha nazista, Grant, junto com o resto da Easy Company, tornou-se parte de uma força de ocupação. Durante a condução de um jipe com dois outros membros da Easy, em Julho de 1945 em Zell am See, Áustria, Grant se deparou com vários soldados mortos no terreno: dois alemães, um Major  britânico, e o motorista do major. Um substituto bêbado da Companhia "I" teria atirado contra eles, e o Sargento Grant foi baleado na cabeça quando confrontou o homem na tentativa de desarmá-lo. Grant sobreviveu ao ferimento por causa das ações rápidas de Ronald Speirs e Jack Foley levando-o rapidamente para a Estação de Socorros. O médico lhes disse que Grant não iria sobreviver. No entanto, Ronald Speirs, não estava disposto a perder Grant, por isso, colocou-o em um jipe e dirigiu até Saalfelden para encontrar um neurocirurgião alemão. O cirurgião foi capaz de operar de Grant e salvar sua vida.

## Após aII Guerra Mundial
Grant se recuperou lentamente da ferida de bala na cabeça, ocasionalmente teve alguns problemas de fala e seu braço esquerdo estava parcialmente paralisado. Ele morava em São Francisco, e possuia uma pequena tabacaria. Participou de várias reuniões da Easy Company e tornou-se representante do 506º Batalhão na associação Airborne 101. Chuck Grant morreu em 1984.